# Мисс Дюпонт
Мисс Дюпонт (англ. Miss DuPont; 28 апреля 1894 — 6 февраля 1973) — американская актриса, модельер.

## Биография
Иногда указывавшаяся в титрах как Петти Дюпонт, Мисс Дюпонт родилась под именем Патрисия Хэннон во Франкфорте, штат Кентукки, хотя некоторые источники указывают её местом рождения Франкфорт, штат Индиана. Появилась в роли богатой и наивной американки, соблазённой персонажем Эрихом фон Штрогеймом в фильме Глупые жёны (1922). Несмотря на то, что Штрогейму приписывают открытие её в качестве актрисы, она до этого снялась уже в нескольких фильмах, начиная с картины 1919 года День, когда она платила.
Была второй женой Сильвануса Стокса. Они встретились, когда он приехал в Лос-Анджелес вскоре после своего развода со своей первой женой Маргарет Фахстосток Стокс в 1926 году. Они поженились в январе 1928 года. В 1958 году она проживала на Виа Линде, на палм-Бич, во Флориде, неподалёку от клуба Palm Beach Country Club. Скончалась на Палм-Бич в 1973 году.

## Выборочная фильмография
- Lombardi, Ltd.[англ.] (1919)
- День, когда она платила (1919)
- Красавица Мэй (1920)
- Ярость Парижа (1921)
- Узники любви (1921)
- Глупые жёны (1922)
- The Golden Gallows[англ.] (1922)
- Чудесная жена (1922)
- Латунь[англ.] (1923)
- Общий закон[англ.] (1923)
- Человек из Бродни[англ.] (1923)
- Так это брак?[англ.] (1924)
- Одна ночь в Риме[англ.] (1924)
- Грешники в шёлке[англ.] (1924)
- Raffles, the Amateur Cracksman (1925)
- Рабыня моды[англ.] (1925)
- Хороший и непослушный[англ.] (1926)
- Капкан на мужчину (1926)
- Эта модель из Парижа (1926)
- Хула (1927)
- Колесо судьбы (1927)